# Денят на флага
„Денят на флага“ (на английски: Flag Day) е американска драма от 2021 г. с участието на Шон Пен, който е режисьор на филма. Неговата дъщеря Дилън Пен е една от изпълнителите на главните роли. Премиерата се състои във Филмовия фестивал във Кан през 2021 г. Пуснат е на 20 август 2021 г. от United Artists Releasing. Филмът получава смесени отзиви от критиците.

## Актьорски състав
| Актьор          | Роля                       |
| --------------- | -------------------------- |
| Дилън Пен       | Дженифър Вогъл             |
| Джейдин Райли   | Дженифър като тийнейджърка |
| Адисън Тимек    | Дженифър като дете         |
| Шон Пен         | Джон Вогел                 |
| Катрин Уиник    | Пати Вогъл                 |
| Джош Бролин     | Чичо Бек                   |
| Хупър Пен       | Ник Вогел                  |
| Бекъм Крофърд   | Ник като дете              |
| Реджина Кинг    | Маршал Блейк               |
| Норбърт Лео Бъц | Док                        |
| Дейл Дики       | Баба Маргарет              |
| Еди Марсан      | Господин Емануел           |
| Бейли Нобъл     | Деби                       |